# Майи-ле-Кан
Майи́-ле-Кан (фр. Mailly-le-Camp) — коммуна во Франции, находится в регионе Гранд-Эст (ранее бывший Шампань — Арденны). Департамент — Об. Входит в состав кантона Арси-сюр-Об. Округ коммуны — Труа.
Код INSEE коммуны — 10216.
Коммуна расположена приблизительно в 140 км к востоку от Парижа, в 35 км южнее Шалон-ан-Шампани, в 45 км к северу от Труа.

## Население
Население коммуны на 2008 год составляло 1675 человек.
| 1962 | 1968 | 1975 | 1982 | 1990 | 1999 | 2008 |
| ---- | ---- | ---- | ---- | ---- | ---- | ---- |
| 1448 | 1490 | 1593 | 1589 | 1375 | 1423 | 1675 |

## Администрация
| Период | Период | Фамилия          | Партия        | Примечания |
| ------ | ------ | ---------------- | ------------- | ---------- |
| ?      | 1998   | Серж Дюкас       |               | врач       |
| 1998   | 2008   | Бернар Лаваль    | Разные правые | военный    |
| 2008   |        | Кристин Дютрипон | независимая   |            |

## Экономика
В 2007 году среди 1079 человек в трудоспособном возрасте (15—64 лет) 846 были экономически активными, 233 — неактивными (показатель активности — 78,4 %, в 1999 году было 72,6 %). Из 846 активных работали 757 человек (511 мужчин и 246 женщин), безработных было 89 (17 мужчин и 72 женщины). Среди 233 неактивных 63 человека были учениками или студентами, 58 — пенсионерами, 112 были неактивными по другим причинам.

## Достопримечательности
- Придорожный крест (XVI век). Памятник истории с 1926 года[3]
- Церковь св. Иоанна Баптиста (XII—XIII века). Памятник истории с 1919 года[4]

## Фотогалерея

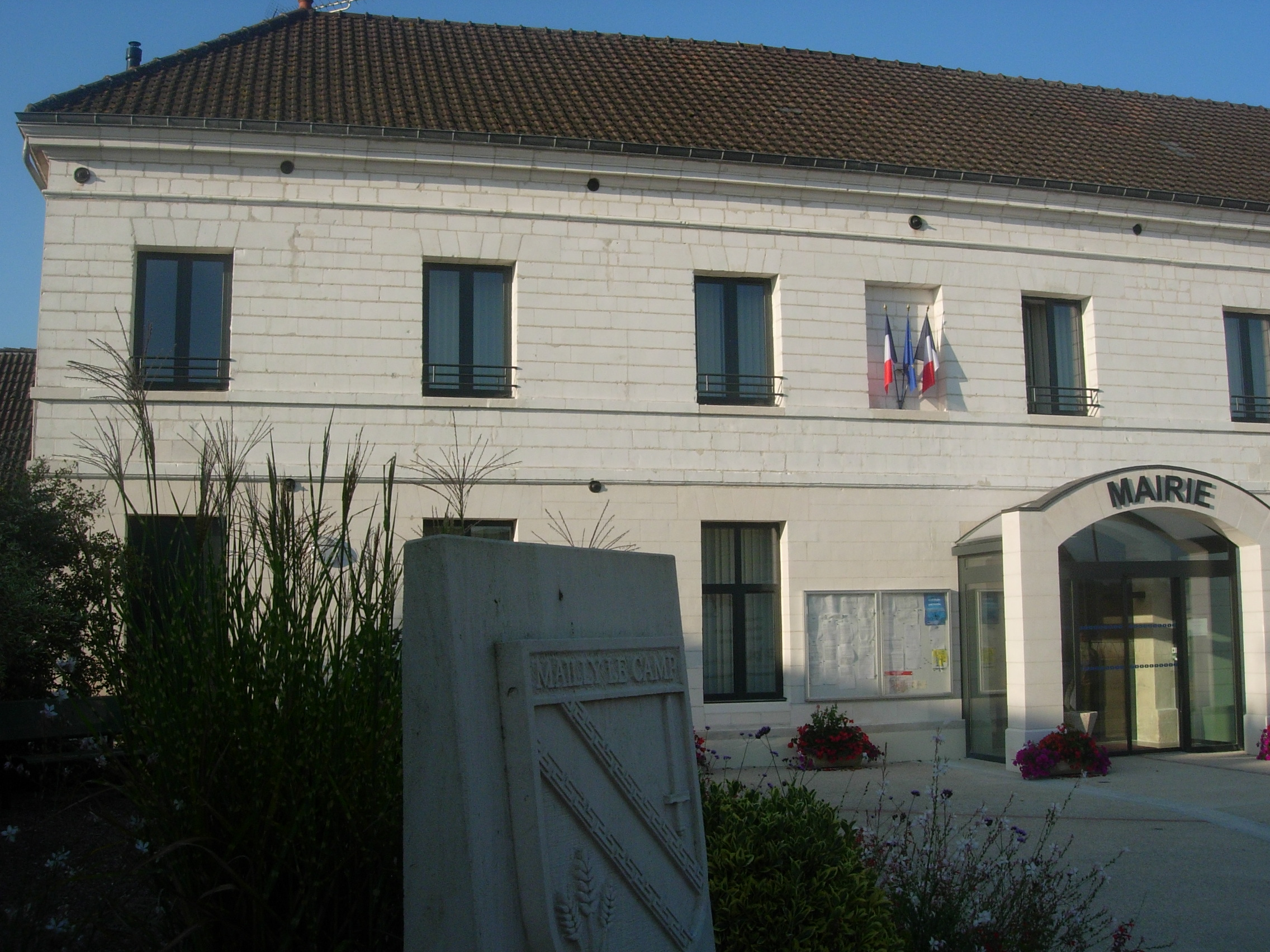
Мэрия
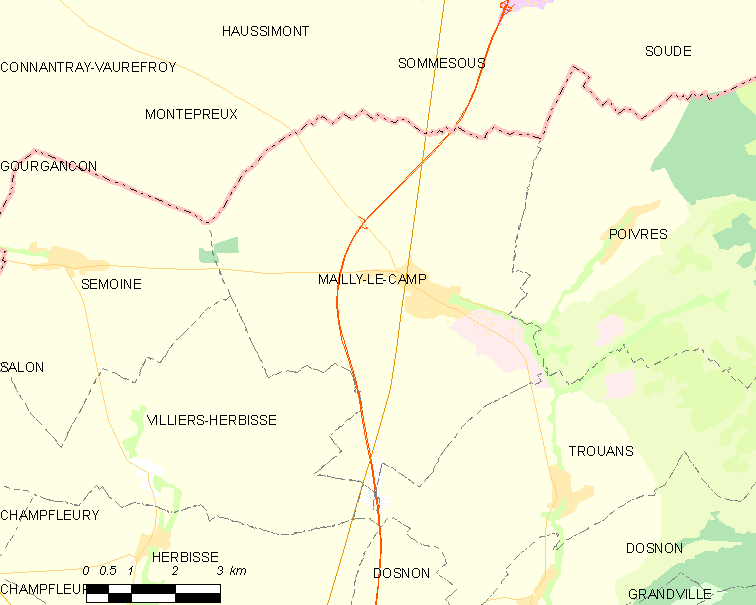
Карта коммуны